# Kánya
Kánya è un comune dell'Ungheria di 478 abitanti situata nella contea di Somogy, nell'Ungheria centro-occidentale.